# 毛利元連
毛利 元連（もうり もとつら、元禄12年7月9日（1699年8月4日） - 安永3年9月29日（1774年11月2日））は、長州藩一門家老である厚狭毛利家の6代当主。
父は毛利就久。母は宍戸就附の娘。正室は徳山藩主毛利元次の娘・幸。子に千代槌（宍戸広周室）、槌子（毛利広漢室）、千代菊（毛利就盈室）ら。男子は早世していたため、娘・千代菊の夫である就盈を婿養子とした。通称は七郎兵衛、伯耆。

## 生涯
元禄12年（1699年）、一門家老毛利就久の三男として生まれる。元服時には5代藩主・毛利吉元の偏諱を受けて元連と名乗る。父・就久の死去により家督を相続したのは寛保3年（1743年）と遅かったが、それ以後は国元加判役（家老）として7代藩主・毛利重就に仕える。
宝暦元年（1751年）、養子として迎えられた重就の後継問題で、実子に家督を継がせたい重就と、有馬一準の次男で3代藩主綱広の外孫・演暢院を母に持つ有馬純峯（毛利重広）を6代藩主宗広の娘婿として迎えたい一門家老たちが対立する。宝暦2年（1752年）、先代宗広の遺言の通り、重広が婿養子として迎えられた。
宝暦10年（1760年）に重広が急死し、毒殺の風聞の立つ中で、重就の実子の岩之允（毛利治親）が嫡子に定められると反対派として処罰され、隠居して婿養子として迎えていた就盈に家督を譲った。
安永3年（1774年）9月29日死去。享年76。